# Pianeti scoperti dalla missione Kepler

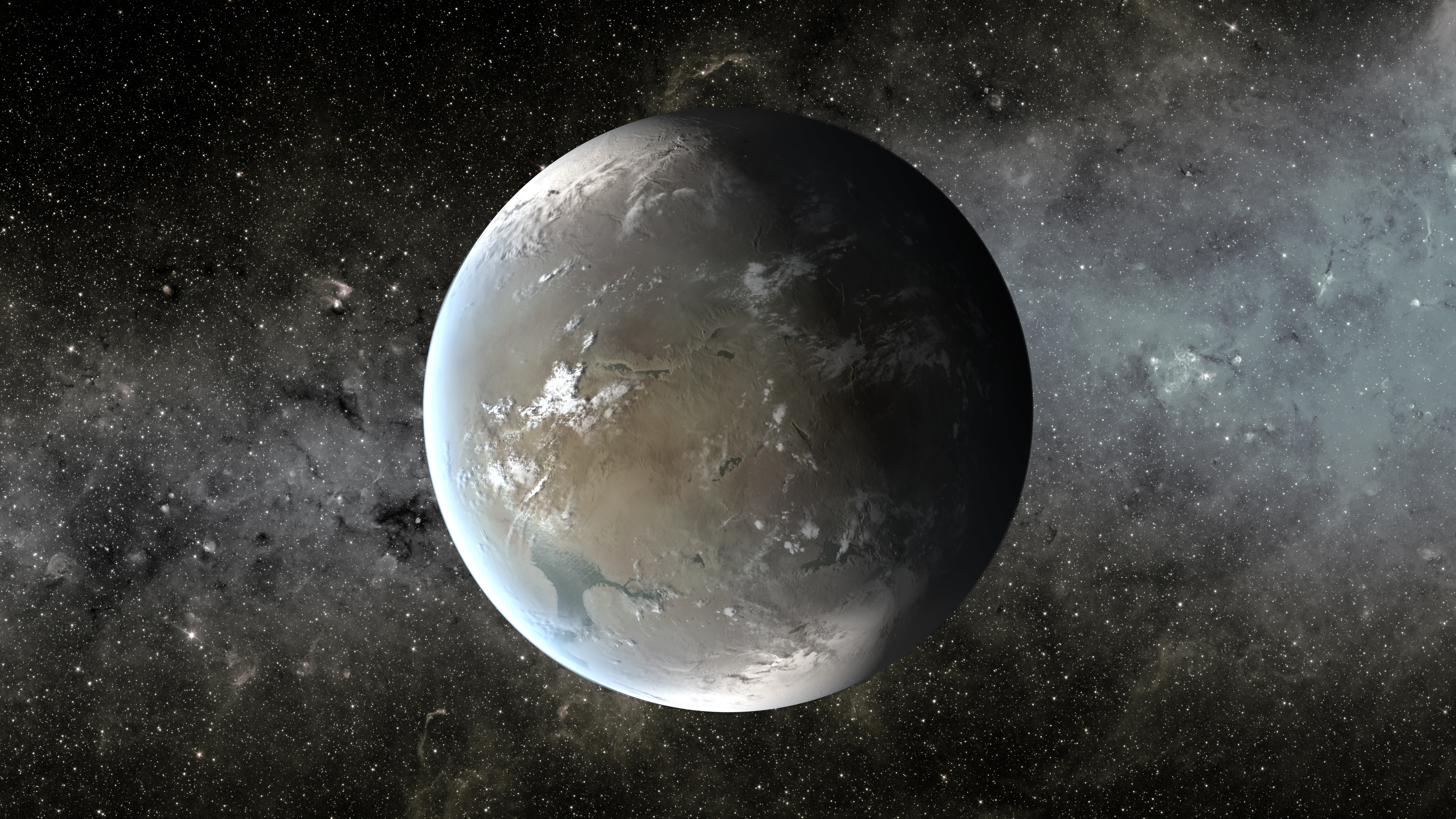
Impressione d'artista di Kepler-62 f, pianeta di poco più grande della Terra e nella fascia abitabile della sua stella. Al momento è il pianeta più simile alla Terra scoperto da Kepler.

Questa lista, aggiornata al 26 dicembre 2013, contiene tutti i pianeti scoperti dalla Missione Kepler e che al momento sono considerati confermati dalla comunità scientifica.
I primi tre pianeti della lista non sono stati scoperti dal team di Kepler ma erano già conosciuti. Trovandosi nel campo di osservazione del satellite sono stati usati per la prima luce del telescopio, testando così le capacità dello strumento e migliorando i dati a disposizione riguardo a questi sistemi.
I sistemi da Kepler-39 a Kepler-46, Kepler-61, 64, 70, 71, 74, 75, 76, 86 sono stati confermati da team indipendenti utilizzando i dati resi pubblici dalla NASA. I loro identificativi KOI (Kepler Object of Interest) sono poi entrati nel novero degli oggetti Kepler ufficiali a seguito di ulteriori conferme condotte dal team Kepler. Kepler-64 e Kepler-86 sono due sistemi identificati dal sito Planet Hunters e inseriti nel catalogo Kepler, dove Kepler-64 è anche al momento l'unico pianeta circumbinario conosciuto in un sistema di 4 stelle, due coppie di binarie. Sempre Planet Hunters ha identificato altri 18 pianeti, tutti sfuggiti all'algoritmo di ricerca automatico di Kepler, e attualmente sono tutti identificati nel catalogo KIC. Particolare il sistema di Kepler-70, i cui pianeti non transitanti sono stati scoperti ricercando la luce stellare riflessa dalla superficie dei corpi orbitanti. Kepler-76 invece è il primo pianeta confermato utilizzando un nuovo metodo, che prevede lo studio relativistico della luce della stella, detto relativistic beaming.
Nel caso dei cinque sistemi circumbinari (Kepler-16, 34, 35, 38 e 47), i parametri delle due stelle A e B sono stati indicati nella stessa riga.
Vengono elencati anche i pianeti ipotizzati ma ancora da confermare definitivamente, evidenziandoli in giallo.
In alcuni casi di pianeti non ancora confermati non era disponibile un dato derivato ufficiale quale il semiasse maggiore, che però può essere facilmente stimato dalla massa della stella e dal periodo di rivoluzione, usando le leggi di Keplero.

## Contatore dei pianeti Kepler
I pianeti scoperti dalla missione Kepler sono:
- Pianeti confermati nel catalogo Kepler: 208
- Totale pianeti confermati con i dati Kepler: 244 (+37 da confermare definitivamente)
- Pianeti candidati: 3.538
- Stelle binarie ad eclisse: 2.165

## Lista dei pianeti scoperti utilizzando i dati pubblici di Kepler
La seguente lista contiene gli oggetti KOI e KIC per i quali è stata confermata o ipotizzata la presenza di pianeti da studi indipendenti, in attesa di ricevere un identificativo Kepler ufficiale. Gli oggetti da confermare sono evidenziati in giallo.